# Mario Raskin
Mario Raskin es un clavecinista argentino, residente en Francia.

## Biografía
Inicia sus estudios musicales de piano, composición y clave en el Conservatorio Nacional "Carlos López Buchardo" de Buenos Aires. 
Alumno de los profesores Carlos Guastavino, Roberto García Morillo, Alicia Terzian, Norma Romano, y Carlos Suffern.
Fue becario de la Fundación Bariloche, donde recibió los consejos de Mónica Cosachov.
Invitado por Rafael Puyana, Mario Raskin perfecciona sus estudios de clave en París, y luego en Quebec, donde realiza una maestría en interpretación, bajo la dirección de Scott Ross, en el marco de la Universidad Laval.
A partir de 1983, se instala definitivamente en París, donde inicia una carrera de solista y músico de cámara que lo llevará a presentarse en la mayor parte de los países de Europa.
Fue el primer clavecinista argentino en participar en el concurso más afamado del mundo, el Festival van Vlanderen en Brujas.
En 1998 se presentó en el Teatro Colón como solista de la Orquesta Filarmónica de Buenos Aires. 
En 2002, Radio Canadá transmitió su concierto en el ciclo del "Printemps baroque de Montreal". En abril de 2003 ha actuado en París para la "Fondation Dosne-Thiers" en un concierto a dos claves en compañía de una destacada discípula (Marie Portal) y en recital en el ciclo de conciertos del Museo de Bellas Artes de Tours.
Es un intérprete distinguido en el mundo del clave, la crítica espezialidada le reconoce aportando una visión singular, personal y creativa de la literatura musical de los siglos XVII y XVIII consagrada a este instrumento.
Siendo uno de los más importantes clavecinistas de su generación, su expresividad y la calidad excepcional de sus interpretaciones ofrecen una emoción cada vez renovada, y la sorpresa del descubrimiento.
Las transcripciones de obras de Astor Piazzolla conjuntamente con su colega Oscar Milani han sido calurosamente recibidas por la crítica especializada.